# Система національних кладовищ США
Система національних кладовищ США — система зі 164 цвинтарів у Сполучених Штатах Америки та на їхніх територіях. Право на створення військових поховань було надано згідно з актом, ухваленим Конгресом США 17 липня 1862 року, під час Громадянської війни. До кінця 1862 року було засновано 12 національних кладовищ, у тому числі два найвідоміші військові цвинтарі країни, Арлінгтонський та Геттісбурзький.

## Адміністрація національних кладовищ
Адміністрація національних кладовищ Міністерства у справах ветеранів США підтримує 148 національних кладовищ, а також Загальнонаціональний пошук могил (англ. Nationwide Gravesite Locator), через вебсайт якого можна знайти місця поховання американських ветеранів війни. Міністерство армії США підтримує 2 національні кладовища, Арлінгтонський національний цвинтар та Національне кладовище Будинку солдатів і авіаторів США. Служба національних парків США підтримує 14 національних кладовищ, пов'язаних з історичними місцями та місцями битв.
Незалежне агентство Американська комісія з пам'ятників битв підтримує 26 американських військових цвинтарів та інших меморіалів за межами Сполучених Штатів.

## Історія
Перші національні кладовища були засновані після Громадянської війни в США колишнім квартирмейстером Едмундом Берком Вітменом. У 1867 році Конгрес ухвалив закон про створення та захист національних кладовищ.
Останні військові почесті віддаються ветеранам за допомогою ветеранів-добровольців або підрозділами Національної гвардії, відомими як «Меморіальні почесні команди» (англ. Memorial Honor Details, MHD), за заявою членів родини через їхній вибір моргу, який обслуговує померлого.

## Список національних кладовищ США

### Засновані до 1865 року[2]
| Рік заснування | Цвинтар                                                     | Місто                           | Штат                         |
| -------------- | ----------------------------------------------------------- | ------------------------------- | ---------------------------- |
| 1862           | Alexandria National Cemetery                                | Александрія                     | Вірджинія                    |
| 1862           | Annapolis National Cemetery                                 | Аннаполіс                       | Меріленд                     |
| 1862           | Camp Butler National Cemetery                               | Спрингфілд                      | Іллінойс                     |
| 1862           | Cypress Hills National Cemetery                             | Бруклін                         | Нью-Йорк                     |
| 1862           | Danville National Cemetery                                  | Данвілл                         | Кентуккі                     |
| 1862           | Fort Leavenworth National Cemetery                          | Форт Лівенворт (військова база) | Канзас                       |
| 1862           | Fort Scott National Cemetery                                | Форт-Скотт                      | Канзас                       |
| 1862           | Keokuk National Cemetery                                    | Кіокук                          | Айова                        |
| 1862           | Loudon Park National Cemetery                               | Балтимор                        | Меріленд                     |
| 1862           | Mill Springs National Cemetery                              | Ненсі                           | Кентуккі                     |
| 1862           | New Albany National Cemetery                                | Нью-Олбані                      | Індіана                      |
| 1862           | United States Soldiers' and Airmen's Home National Cemetery | Вашингтон                       | Колумбія (федеральний округ) |
| 1863           | Beaufort National Cemetery                                  | Боферт                          | Південна Кароліна            |
| 1863           | Cave Hill Cemetery                                          | Луїсвілл                        | Кентуккі                     |
| 1863           | Gettysburg National Cemetery                                | Геттісберг                      | Пенсильванія                 |
| 1863           | Knoxville National Cemetery                                 | Ноксвілл                        | Теннессі                     |
| 1863           | Lexington National Cemetery                                 | Лексінгтон                      | Кентуккі                     |
| 1863           | Rock Island National Cemetery                               | Рок-Айленд                      | Іллінойс                     |
| 1864           | Arlington National Cemetery                                 | Арлінгтон (округ)               | Вірджинія                    |
| 1864           | Beverly National Cemetery                                   | Беверлі                         | Нью-Джерсі                   |
| 1864           | Mound City National Cemetery                                | Маунд-Сіті                      | Іллінойс                     |
| 1865           | Andersonville National Cemetery                             | Андерсонвілл                    | Джорджія                     |
| 1865           | Antietam National Cemetery                                  | Шарпсбург                       | Меріленд                     |
| 1865           | Ball's Bluff Battlefield and National Cemetery              | Лісбург                         | Вірджинія                    |
| 1865           | Florence National Cemetery                                  | Флоренс                         | Південна Кароліна            |
| 1865           | Fredericksburg National Cemetery                            | Фредеріксбург                   | Вірджинія                    |
| 1865           | Mobile National Cemetery                                    | Мобіл                           | Алабама                      |
| 1865           | Salisbury National Cemetery                                 | Солсбері                        | Північна Кароліна            |
| 1865           | Stones River National Battlefield                           | Мерфрісборо                     | Теннессі                     |